# Teledapus dorcadioides
Teledapus dorcadioides là một loài bọ cánh cứng trong họ Cerambycidae.